# Campionati del mondo di ciclocross 2010

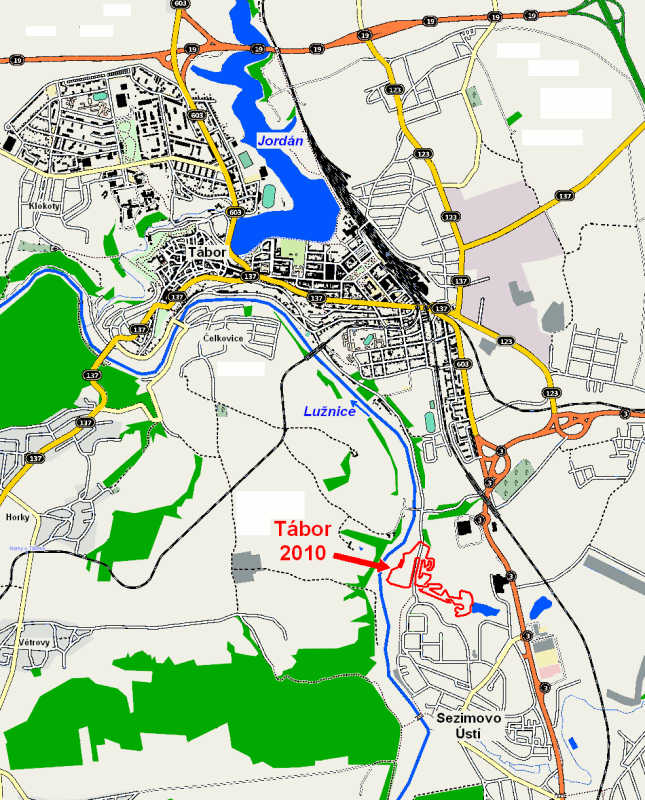
Cartina di Tábor con il percorso delle gare

I Campionati del mondo di ciclocross 2010 (en.: 2010 UCI Cyclo-cross World Championships) furono disputati a Tábor, in Repubblica Ceca, il 30 e il 31 gennaio.

## Eventi
Sabato 30 gennaio
- 11:00 Uomini Junior – 15,66 km
- 14:00 Uomini Under-23 – 21,86 km

Domenica 31 gennaio
- 11:00 Donne Elite – 15,66 km
- 14:00 Uomini Elite – 28,06 km

## Medagliere
| Pos.   | Nazione     | Oro | Argento | Bronzo | Totale |
| ------ | ----------- | --- | ------- | ------ | ------ |
| 1      | Rep. Ceca   | 2   | 0       | 0      | 2      |
| 2      | Francia     | 1   | 1       | 0      | 2      |
| 3      | Paesi Bassi | 1   | 0       | 2      | 3      |
| 4      | Belgio      | 0   | 2       | 1      | 3      |
| 5      | Germania    | 0   | 1       | 0      | 1      |
| 6      | Polonia     | 0   | 0       | 1      | 1      |
| Totale | Totale      | 4   | 4       | 4      | 12     |

## Sommario degli eventi
| Eventi            | Oro                      | Tempo                     | Argento                    | Tempo | Bronzo                           | Tempo   |
| Uomini            |                          |                           |                            |       |                                  |         |
| Elite dettagli    | Zdeněk Štybar Rep. Ceca  | 1h08'58" Media 24,41 km/h | Klaas Vantornout Belgio    | a 21" | Sven Nys Belgio                  | a 38"   |
| Under-23 dettagli | Arnaud Jouffroy Francia  | 55'58" Media 23,44 km/h   | Tom Meeusen Belgio         | a 25" | Marek Konwa Polonia              | a 35"   |
| Junior dettagli   | Tomáš Paprstka Rep. Ceca | 40'30" Media 23,20 km/h   | Julian Alaphilippe Francia | s.t.  | Emiel Dolfsma Paesi Bassi        | a 9"    |
| Donne             |                          |                           |                            |       |                                  |         |
| Elite dettagli    | Marianne Vos Paesi Bassi | 42'59" Media 21,86 km/h   | Hanka Kupfernagel Germania | a 45" | Daphny van den Brand Paesi Bassi | a 1'02" |